# Traktat w Uccialli
Traktat w Uccialli – traktat o przyjaźni i pokoju wieczystym zawarty w Uyczalie (wł. Uccialli) 2 maja 1889 roku pomiędzy Włochami i Etiopią.
Włoska penetracja Etiopii zaczęła się w 1882 roku. Po śmierci cesarza Etiopii Jana IV w marcu 1889 roku w bitwie pod Metemmą w kraju doszło do wojny o sukcesję, w której zwycięstwo odniósł Szefa Menelik. W zamian za włoskie poparcie nowy cesarz odstąpił Włochom część Erytrei. Zawarty przez Menelika oraz hrabiego Pietra Antonellego 2 maja 1889 roku traktat przewidywał odszkodowania dla Etiopii za utracone ziemie, określał przebieg granicy i zakładał nawiązanie stosunków dyplomatycznych, zapewniając Etiopii swobodny transport broni z portu Massaua. Z tego ostatniego punktu Etiopia zaczęła szybko korzystać, sprowadzając z Europy 30 tys. karabinów i 28 dział.
Przyczyną późniejszego zerwania traktatu stał się art. 17 porozumienia, który brzmiał odmiennie w obu wersjach dokumentu. We włoskiej wersji zapisano, że Etiopia zgadza się na prowadzenie jej polityki zagranicznej przez Włochy. Takie podporządkowanie się Włochom w kwestiach polityki zagranicznej oznaczało faktycznie uczynienie z tego kraju włoskiego protektoratu. Jednocześnie w wersji amharskiej ujęto, że Etiopia może zdecydować się na takie rozwiązanie. Strona etiopska utrzymywała, że zapis ten oznaczał, iż mogła korzystać z włoskich służb dyplomatycznych, gdy będzie to dla niej wygodne i w żadnym stopniu nie oznaczało to dla niej zobowiązania. Etiopczycy odkryli różnicę między wersjami traktatu po ok. pół roku, gdy 2 października 1889 roku został oficjalnie ogłoszony przez Włochy ich protektorat nad Etiopią. Natomiast w styczniu następnego roku rząd włoski proklamował powstanie włoskiej kolonii Erytrea na otrzymanym od Etiopii wybrzeżu Morza Czerwonego i zaczął kolonizację wybrzeża somalijskiego, co groziło otoczeniem Etiopii.
Menelik usiłował negocjować z Włochami rozwiązanie kryzysu, a wobec włoskich prowokacji, próbował poszukiwać wsparcia w innych europejskich państwach. Ostatecznie jednak brak zgody cesarza na podporządkowanie się Włochom doprowadził do unieważnienia traktatu z Uccialli, o czym 27 lutego 1893 roku Etiopia poinformowała mocarstwa europejskie. Skutkiem zerwania traktatu był wybuch w 1894 roku wojny abisyńsko-włoskiej, w której Etiopczycy odnieśli zwycięstwo nad znacznie nowocześniejszym, ale mniej licznym, wojskiem włoskim.